# Oblężenie Tulonu (1793)
Oblężenie Tulonu (18 września – 18 grudnia 1793) – jedno z pierwszych zwycięskich dla strony republikańskiej starć z rojalistycznymi buntownikami. Miało miejsce w portowym mieście Tulon, położonym na południu Francji, w okresie rewolucji francuskiej.

## Okoliczności
Po aresztowaniu żyrondystowskich posłów w dniu 31 maja 1793 w różnych miejscach na terenie Francji ożywiły się ruchy reakcyjne – wywołując bunty, obejmujące swym zasięgiem takie miasta jak: Lyon, Awinion, Nîmes i Marsylia. W Tulonie federaliści uzyskali przewagę nad frakcją jakobinów, jednak wkrótce sami zostali zdominowani przez przeważających liczebnie rojalistów. Po obwieszczeniu odzyskania Marsylii przez republikanów oraz w reakcji na akcje odwetowe przeprowadzone tam przez rewolucjonistów, baron d'Imbert wezwał na pomoc floty angielską i hiszpańską. W dniu 28 sierpnia admirał Samuel Hood z angielskiej floty królewskiej (Royal Navy) wraz z admirałem Juanem de Lángarą wyruszyli do Tulonu ze wsparciem dla rojalistów, na czele 13-tysięcznych oddziałów, złożonych z żołnierzy brytyjskich, hiszpańskich, neapolitańskich oraz piemonckich. Przybycie zagranicznych popleczników rojalistów stanowiło dotkliwy cios dla wojsk republikańskich. Tulon stanowił bowiem kluczową bazę floty francuskiej. Jego utrata oznaczałaby kres morskich ambicji republikańskiej Francji, która nie mogłaby rywalizować z państwami koalicji antyfrancuskiej, a w szczególności z Anglią o panowanie na morzach. Ponadto porażka sił rewolucyjnych w Tulonie mogłaby stać się groźnym precedensem, który ośmieliłby do buntu ruchy reakcyjne w innych miejscach kraju. Tak więc dalsze istnienie republiki stało pod znakiem zapytania i w dużej mierze zależało od losów oblężenia. W dniu 1 października baron d'Imbert ogłosił młodego Ludwika XVII Burbona królem Francji. Wywiesił także królewską flagę Fleur-de-lis, jednocześnie powierzając ochronę Tulonu flocie brytyjskiej.

## Oblężenie
Nie starcza mi słów, by opisać walory Bonapartego: ogromne umiejętności techniczne, równie wysoki poziom inteligencji, ale nadmiar brawury

Oddziały republikańskie pod komendą Jeana François Carteaux pojawiły się pod Tulonem w dniu 8 września, odbiwszy uprzednio z rąk buntowników Awinion, Marsylię oraz Ollioules. Połączyły się z 6-tysięcznymi oddziałami Marynarki Alpejskiej, dowodzonej przez generała Jeana François Cornu de La Poype, który był świeżo po zdobyciu La Valette-du-Var i szykował się do uderzenia na fortyfikacje w Mount Faron, górujące ponad wschodnią stroną miasta. Do armii tej dołączyły posiłki w sile trzech tysięcy marynarzy pod dowództwem admirała de Saint Juliena, który w przeciwieństwie do swojego zwierzchnika, Trogoffa, odmówił współpracy z Brytyjczykami. Kolejnych 5 tysięcy żołnierzy do realizacji planu zdobycia Tulonu dostarczyła Armia Włoch. Na czele tego oddziału stał generał La Poype.
Dowódca artylerii Elzear Auguste Donmartin został ranny pod Ollioules, co wykluczyło go z udziału w działaniach oblężniczych. W jego miejsce specjalni wysłannicy Konwentu – Augustin Robespierre oraz Antoine Christophe Saliceti – wyznaczyli młodego kapitana artylerii, Napoleona Bonaparte, który był ich znajomym. Bonaparte znajdował się wówczas w okolicach, jako że zajmował się eskortą konwoju wiozącego proch na trasie z Nicei. Zatrzymał się w pobliżu Tulonu, by spotkać się ze swoim rodakiem z Korsyki, Salicetim. Bonaparte służył w armii już podczas walk w Awinionie. Zastąpił na stanowisku dowódcy artylerii Donmartina, chociaż obaj panowie nie darzyli się wzajemnie sympatią.
Pomimo obopólnej niechęci pomiędzy Bonapartem i jego zwierzchnikiem, młody oficer artylerii zdołał zgromadzić odpowiednie siły godne oblężenia Tulonu i zdolne przeciwstawić się pospiesznie wzniesionym przez Anglików fortyfikacjom. Na potrzeby oblężenia ściągnięto działa z Marsylii, Awinionu oraz z Armii Włoch.
Miejscowa ludność starała się udowodnić swoją lojalność wobec republikanów, przeciw którym niedługo wcześniej wnosiła bunty. Okolicznych wytwórców szantażem przymuszono do dostaw zaopatrzenia oraz zwierząt dla oddziałów republikańskich. Działania Napoleona doprowadziły do pozyskania 100 dział na potrzeby oblężenia. Dzięki wsparciu swoich przyjaciół, komisarzy Salicetiego oraz Augustina Robespierre’a, obdarzonych przez Konwent Narodowy olbrzymią władzą w terenie, Bonaparte zdołał przekonać emerytowanych oficerów artylerii do powrotu do wojska. Rozwiązanie to nie wystarczało jednak, by zapewnić dostateczną obsadę dział. Dlatego też Bonaparte zorganizował intensywne szkolenie piechurów w obsłudze armat, które dostarczyło mu żołnierzy zdolnych do wykorzystania nabytego potencjału artyleryjskiego.
Jednak pomimo wysiłku włożonego w przygotowanie operacji, Bonaparte nie był tak pewien jej powodzenia, jak przy kolejnych operacjach militarnych, które przeprowadzał w późniejszych latach. Oficerowie współpracujący z nim wykazywali się niekompetencją. Bonaparte był zaniepokojony niepotrzebnymi opóźnieniami, wynikającymi z błędów przez nich popełnianych. Jego niepokój znalazł wyraz w listownym apelu do Komitetu Ocalenia Publicznego. Proponował, by na jego miejsce postawiono na czele artylerii dowódcę w randze generała, gdyż uważał, że on sam nie zdoła poradzić sobie ze swoimi przełożonymi, przejawiającymi niedostatki umiejętności: „... (ktoś, kto potrafiłby) wzbudzić respekt i poradzić sobie ze zgrają głupców ze sztabu, z którymi trzeba się nieustannie kłócić i zmuszać ich, by porzucili swoje przesądy i podjęli kroki, które zarówno w teorii, jak i w praktyce są aksjomatyczne dla każdego wyszkolonego oficera w tym korpusie”.
Rozeznawszy się w sytuacji, Bonaparte stworzył plan, który przewidywał zdobycie fortów l'Eguillette oraz Balaguier położonych na wzgórzu Cairo, przez co zablokowany zostałby przejazd pomiędzy mniejszymi a większymi przystaniami w porcie. W ten sposób przeciwnik nie byłby w stanie dostarczać zaopatrzenia oblężonemu miastu. Carteaux, pozbawiony entuzjazmu, wysłał tylko niewielki oddział pod komendą generała-majora Delaborde'a, którego atak z 22 września zakończył się niepowodzeniem. Stał się jednocześnie sygnałem dla dowódców sił koalicji antyfrancuskiej o nadciągającym zagrożeniu. Aby ustrzec się przed nim, zbudowali na szczycie wzgórza Fort Mulgrave, nazwany tak na cześć brytyjskiego dowódcy Henry’ego Phippsa, 1. hrabiego Mulgrave. Wsparcie dla niego stanowiły trzy mniejsze forty o nazwach: Saint-Philippe, Saint-Côme oraz Saint-Charles. Ten, sprawiający wrażenie niemożliwego do zdobycia, zespół fortyfikacji, Francuzi okrzyknęli „Małym Gibraltarem”.
Bonapartemu nie wystarczała pojedyncza bateria artyleryjska, zwana „Górą” usytuowana na wzgórzu Saint-Laurent, którą rozstawiono tam 19 września. Postanowił umiejscowić kolejną na wybrzeżu Brégallion. W historii zapisała się ona pod nazwą „Sankiuloci”. Brytyjski admirał Hood bez powodzenia usiłował ją zlikwidować. Ze względu na obecność mielizn pomiędzy Mourillon a Tour Royale flota brytyjska musiała się rozciągnąć wzdłuż wybrzeża. W dniu 1 października, po nieudanym dla generała La Poype'a uderzeniu na Wschodni Fort Faron, Bonaparte otrzymał zadanie zbombardowania wielkiego fortu w Malbousquet, którego neutralizacja miała kluczowe znaczenie dla zdobycia Tulonu. Dlatego też Napoleon ściągnął artylerię z całej okolicy, gromadząc pod swoją komendą pięćdziesiąt baterii – po sześć armat w każdej z nich. W dniu 19 października awansowano go na stopień dowódcy batalionu (chef de bataillon). Sformował wielką baterię, którą nazwano „Konwentową”. Została ona rozmieszczona na wzgórzu Arènes bezpośrednio naprzeciw fortu. Za wsparcie służyły jej baterie: z „Obozu Republikanów” na wzgórzu Dumonceau, „Farinière” na wzgórzu Gaux, a także „Poudrière” na wzgórzu Lagoubran.
W dniu 11 listopada Carteaux otrzymał dymisję, a zwolnione przez niego stanowisko objął Doppet, z wykształcenia lekarz, którego brak zdecydowania doprowadził do nieudanego ataku z zaskoczenia na Fort Mulgrave w dniu 16 listopada. Świadomy własnej niekompetencji, podał się do dymisji. Na stanowisku zastąpił go zawodowy żołnierz, Dugommier, który szybko docenił zalety planu Bonapartego i przygotował atak na fortyfikacje „Małego Gibraltaru”. Tuż po jego przyjeździe, w dniu 20 listopada na górskim grzbiecie l'Evescat sformowano baterię o kryptonimie „Jakobini”. Później, w dniu 28 listopada na lewym skrzydle powstała bateria „Nieustraszonych”. Wreszcie 14 grudnia lukę pomiędzy nimi wypełniono, formując baterię „Chasse Coquins”. Kolejne dwie baterie utworzono na potrzeby odparcia ewentualnego ataku ze strony koalicyjnej marynarki. Nadano im kryptonimy: „Wielki Port” oraz „Cztery wiatraki”.
Przyciśnięte ostrzałem artyleryjskim oddziały angielsko-neapolitańskie przeprowadziły udany wypad przeciwko baterii „Konwentowej”, uwieńczony przechwyceniem dział. Francuskie kontrnatarcie, kierowane przez Dugommiera oraz Bonapartego doprowadziło do odepchnięcia Brytyjczyków oraz wzięcia do niewoli brytyjskiego generała O’Hara. Zapoczątkował on negocjacje dotyczące kapitulacji sił koalicyjnych z młodszym Robespierre'em oraz Antoine'em Louisem Albitte'em, reprezentującymi republikańską Francję. W trakcie rozmów uzgodniono rozbrojenie batalionów rojalistów, federalistów oraz ich koalicjantów.
Wziąwszy za jeńca generała O’Hara, nocą z 16-17 grudnia republikańscy dowódcy: Dugommier, La Poype oraz Bonaparte (już w randze pułkownika) przypuścili główne natarcie. Około północy rozpoczął się atak na „Mały Gibraltar”. Walki ciągnęły się przez całą noc. Bonaparte został ugodzony bagnetem w udo przez brytyjskiego sierżanta. Jednak już nad rankiem, gdy republikanie zdobyli pozycje na „Małym Gibraltarze”, Marmont uzyskał możliwość rozmieszczenia tam artylerii, skierowanej przeciwko fortom l'Eguillette oraz Balaguier. Jeszcze tego samego dnia Brytyjczycy oddali te pozycje bez walki. Tymczasem La Poype mógł wreszcie zająć fortyfikacje Faron oraz Malbousquet. Przyciśnięci alianci postanowili ewakuować się drogą morską. Brytyjski komandor Sydney Smith otrzymał od Hooda rozkaz spalenia statków transportowych oraz arsenału; incydent ten jest uznawany za „najbardziej dotkliwy cios dla francuskiej marynarki w drugiej połowie XVIII wieku”.

## Pacyfikacja
Żołnierze republikańscy wkroczyli do miasta 19 grudnia. Pacyfikacja dowodzona przez Paula Barrasa oraz Stanislasa Frérona była wyjątkowo krwawa. Szacuje się, że około 700 – 800 jeńców rozstrzelano lub zadźgano bagnetami na tulońskim Polu Marsowym. Bonaparte, który w tym czasie leczył rany u doktora Jeana François Hernandeza, nie uczestniczył w masakrze. W dniu 22 grudnia awansowano go do stopnia generała brygady. Udał się wówczas w drogę do Nicei, by objąć tam stanowisko dowódcy artylerii w republikańskiej Armii Włoch. Na bramie, stanowiącej element dawnych murów wokół Tulonu zamontowano tablicę upamiętniającą wyjazd Napoleona do Armii Włoch. Bramę tę okrzyknięto mianem „Porte d'Italie” (Bramy Włoskiej).

## W literaturze pięknej
Opis brutalnej pacyfikacji Tulonu przez zwycięskie wojska republikańskie został przedstawiony w powieści Josepha Conrada pt. Korsarz.